# Крутится, вертится шар голубой
Крутится, вертится шар голубой,
Крутится, вертится над головой,
Крутится, вертится, хочет упасть,
Кавалер барышню хочет украсть.
Где эта улица, где этот дом,
Где эта барышня, что я влюблён,
Вот (вон) эта улица, вот этот дом,
Вот эта барышня, что я влюблён.
«Кру́тится, ве́ртится шар голубо́й» (или «Кру́тится, ве́ртится шарф голубо́й») — русский романс середины XIX века.
Впервые был записан на пластинку уже в советское время, в фильме «Юность Максима» (1934), из кинотрилогии о Максиме режиссёров Григория Козинцева и Леонида Трауберга; песня была исполнена актёром Борисом Чирковым, игравшим роль молодого рабочего. Позднее она звучала в двух других картинах трилогии — «Возвращение Максима» (1937) и «Выборгская сторона» (1938).

## История
Борис Чирков в автобиографической книге писал о съёмках фильма: «Пришёл день, когда мы поняли, что обделили Максима — не дали ему песню. Были у него лиричность, жизнелюбие, юмор, а песни не хватало. Песни, которая помогла бы ему жить, в которой выливалось бы его настроение, в которой задумывался бы он над своей судьбою. У Максима должна была быть песня или песни не для слушателей, а для самого себя, в которых отражалось бы его отношение к жизни». По его словам, во время одной из репетиций ему вспомнилась песня, которую он несколько раз слышал: «И от неожиданности я заголосил, даже сам как следует не понимая, слова какой-то песенки, слышанной мною не раз, но уже давным-давно позабытой».
Композитор, филолог и искусствовед Наум Шафер в предисловии к пластинке «Кирпичики» пишет, что песня известна с середины XIX века: «Наверное, многие слушатели удивятся, узнав, что песня „Крутится, вертится“ была сочинена ещё в середине XIX века и что её хорошо знал М. И. Глинка. До наших дней дошли лишь два куплета — и то благодаря Борису Чиркову, который спел их в знаменитой кинотрилогии о Максиме». На пластинке «Кирпичики» автором песни указан Ф. Садовский.
Юрий Бирюков, полагаясь на слова вдовы Бориса Чиркова, Людмилы Юрьевны, в журнале «Родина» приводит первоначальный текст данной песни, начальный фрагмент из которой выглядит следующим образом:

В Москве проживала блондинка,

На Сретенке, в доме шестом,

Была хороша, как картинка,

И нежная очень притом.

Ах! Крутится, вертится шар голубой,

Крутится, вертится над головой,

Крутится, вертится, хочет упасть.

Кавалер барышню хочет украсть.

<…>

Эта песня упоминается у Александра Грина в его рассказе 1906 года «Слон и Моська» и в рассказе «История одного убийства» 1909 года:

Через два часа солдаты, разбитые и усталые, шли к палаткам. В воздухе неслась бессмысленная, трактирно-солдатская песня:
Крутится, вертится шар голубой,

Крутится, вертится над головой,

Крутится, вертится, хочет упасть…
— А. С.  Грин. «Слон и Моська»
Родственные песни есть и у соседних народов.
— Во-первых, популярная народная песенка на идише «Ву из дос геселе» («идиш װוּ איז דאָס געסעלע‎» — «Где эта улочка?») на ту же мелодию. Она была опубликована в сборнике Кахана в 1912 году. В 1926 году была использована в мюзикле «Mashe, oder Margarita» композитором Шоломом Секундой.
— Во-вторых, припев польской народной песни «Szła dzieweczka» («Шла девочка»), в прошлом — охотничьей, ныне застольной. Припев этот появился в начале XX века.
Русская и еврейская (идиш) версии песни известны с XIX века, но вопрос, какая из них первична, открыт.

## Варианты
Накануне Великой Отечественной войны прозвучала версия песни в фильме «Киноконцерт 1941 года» в исполнении лауреатов Всесоюзного конкурса эстрады М. Харитонова и Н. Тиберга в сопровождении джазового оркестра Центрального Дворца культуры железнодорожников под управлением Дм. и Дан. Покрассов. В этой версии обыгрывалась железнодорожная тематика:

На станции нашей перрон да вокзал,
На станции нашей любви я не знал,
На станции нашей туда и сюда
Проходят составы, бегут поезда…

Во время самой войны получили распространение различные версии песни. В частности, стала широко известна версия Михаила Исаковского. Борис Чирков спел песню в одной из новелл боевого киносборника «Победа за нами» № 1 киностудии «Мосфильм»; сборник открывался заключительной сценой из фильма «Выборгская сторона», когда герой Чиркова обращался с прощальным приветом к своим зрителям. Однако в военном сборнике Чирков вместо того, чтобы сказать «До свидания!», произносит «Товарищи!» и начинает разговор со зрителями. В финале эпизода актёр спел песню, начинавшуюся словами:

Десять винтовок на весь батальон,
В каждой винтовке — последний патрон.
В рваных шинелях, в дырявых лаптях
Били мы немца на разных путях…

Автором этого варианта был поэт-песенник Василий Лебедев-Кумач.
В 1926 году фирма «Columbia Records» выпустила пластинку Д. Медова (D. Medoff) «Крутится, вертится».
Традиционный вариант песни с куплетом «Где эта улица, где этот дом…» вошёл в альбом «Камнем по голове» российской рок-группы «Король и Шут».